# P.T. (ホラーゲーム)
『P.T.』（ピーティー、Playable Teaser）は、かつて配信されていた日本のホラーゲーム。PlayStation 4専用の無料タイトル。
本作の開発元として最初に公表されたのは、謎のインディーゲームスタジオ「7780s Studio」であった。しかし、ゲームをクリアするとティザー映像が流れ、本作が小島プロダクションによって開発されたこと、さらに小島プロダクションがギレルモ・デル・トロ、ノーマン・リーダスと共に『Silent Hills』というタイトルでサイレントヒルシリーズの新作を制作していることが明かされる演出となっていた。そのため、あえてサイレントヒルらしい「怖くて美しく、悲しいストーリー」の要素は排除している。　
『Silent Hills』の体験版と誤解されがちだが、実際にはティザーであり、本編とは直接の関係がない。
P.T.＝Playable.Teaser. (プレイ可能な予告編)　
本作はインディーズゲームに見せかける必要があったため、意図的にクオリティを抑えて制作された。グラフィックの質は落とされ、フレームレートは30fpsに制限されており、ユーザビリティや恐怖演出も意図的に控えめに調整されている。
　「7780s Studios」の名前の由来は、サイレントヒルが日本で「静岡」という愛称で呼ばれていたことから、静岡県の面積7780平方キロメートルから取った。
プレイヤーは超自然的な現象に遭遇しながら、幽霊の住まう屋敷の廊下を何度もループしながら謎解きをする作品。一人称視点×閉鎖空間×ループホラーというコンセプトと、このゲームが持つ特徴的なビジュアルデザインは、後のホラーゲーム業界に多大な影響を与えた。
2015年4月、コナミは『Silent Hills』の制作中止を発表、PlayStation Storeから削除した。
2015年9月28日、ホラー漫画家の伊藤潤二はX（旧Twitter）上で、本プロジェクトに参加する予定があったことを明らかにした。

## ゲーム内容

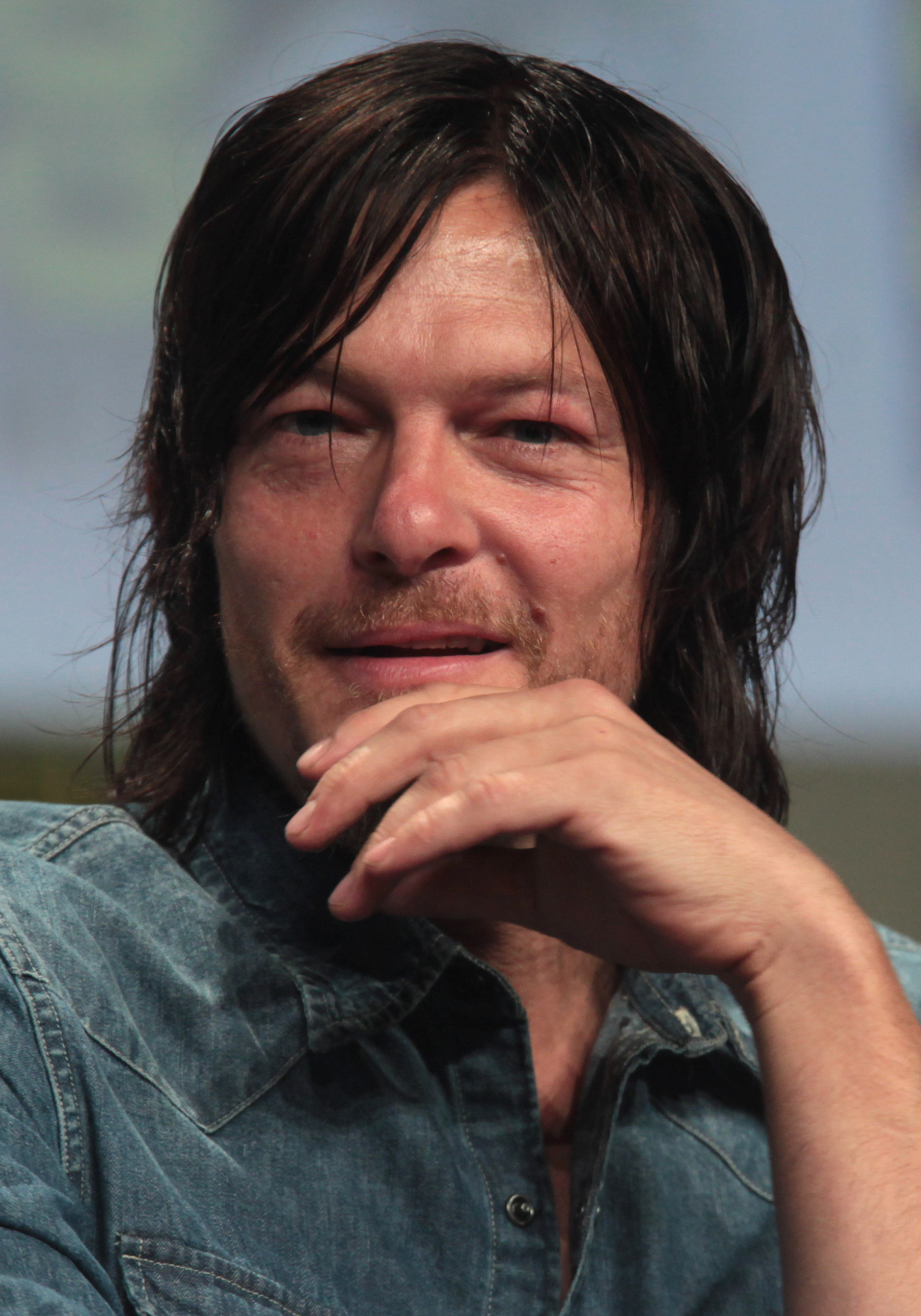
ノーマン・リーダス

当時のホラーゲームは、『バイオハザード6』に代表されるように、アクションに傾倒した作品が主流となっていた。サイレントヒルも例外ではなく、グロテスクな残酷描写、アクション性の高いクリーチャーとの戦闘要素が多くなり、本来の”怖くて美しいゲーム”とはかけ離れていた。そうした流れに対し、小島は“本来のホラー”への原点回帰を目指した。この方針が受け入れられたことを受け、小島は「今後は『P.T.』のような“基本のホラー”が主流になっていくだろう」と予見した。

『P.T.』には「サイレントヒル」シリーズでよくみられる三人称視点ではなく、一人称視点が採用されている。 視点はプレイヤーによって操作される見えない主人公に固定されている。彼は郊外の幽霊が住まう家の中で目を覚まし、 超自然的な出来事を経験する。家の中で探索できるエリアはループし続けるL字型の廊下と、そこに接している二つの部屋――バスルームとプレイヤーがそれぞれのループを開始する部屋――のみである。可能な行動は歩くことと対象を凝視することのみである。ゲームを進めるためには、プレイヤーはぞっとするような現象を調査し、隠された謎を解く必要がある。それぞれのループを正常に終えることができた場合、廊下に変化が現れる。 加えて、プレイヤーはリサという名の敵対的な幽霊と遭遇する。プレイヤーが彼女に取り憑かれた場合、 プレイヤーは突然の恐怖体験(ジャンプスケア)に襲われ、現在のループの最初からやり直さなければならなくなる。

## プロット
『P.T.』は脱出することができない、延々とループする廊下が続く家の中で目覚めた主人公を中心に展開される。あるループでは、屋内のラジオから二つの連続殺人事件の報道が流れる。犯人はどちらの事件も父親であり、そのうち一人は事件の動機を聴かれた事に対して数列を何度も繰り返していた。のちのループでラジオは主人公に直接話しかけ、殺人犯のひとりが何度も繰り返していた数列「204863」を発する。様々な言語で、ラジオは他にもメッセージを送る。
その後、主人公は敵対的な女性の幽霊であるリサと遭遇する。そしてバスルームに入り、懐中電灯を手に入れると、洗面所の中に胎児を発見する。 後にリサの攻撃を受けた場合、主人公は再び最初にループを開始した部屋で目覚める。部屋の中では、血の付いた紙袋が彼に話しかけ、「ドアの隙間」が分断された現実（セパレート・リアリティ）であることを打ち明け、「俺なのは俺だけだ。お前なのはお前だけか？」と警告する。やがて主人公はラジオが促すのに合わせて何者かがバスルームの中で女性を殺害したと思われる音を耳にする。再びバスルームに入ると、胎児が主人公に話しかけ、十か月前に主人公が職を失いアルコールに溺れるようになったことを打ち明ける。彼の妻はパートタイムの仕事を見つけるが、それができたのは店長が彼女に肉体的興味をもったからであった。
のちに別のループでは、またもや声が「204863」を繰り返し発し、突然あたかもクラッシュしたかのような画面が表示される。 主人公は最初の部屋で目を覚ます。最後の謎解きが解決すると、電話が鳴り響き、電話の主は主人公が選ばれたことを告げる。続くカットシーンでは暗闇の中で声が鳴り響き、父親が彼（声の主）やほかの人間を殺すまでは創造性のない全く普通の人生を歩んでいたということを告げる。声は最後に「新しいおもちゃ」とともにまた帰ってくるという意志を伝える。

## 開発

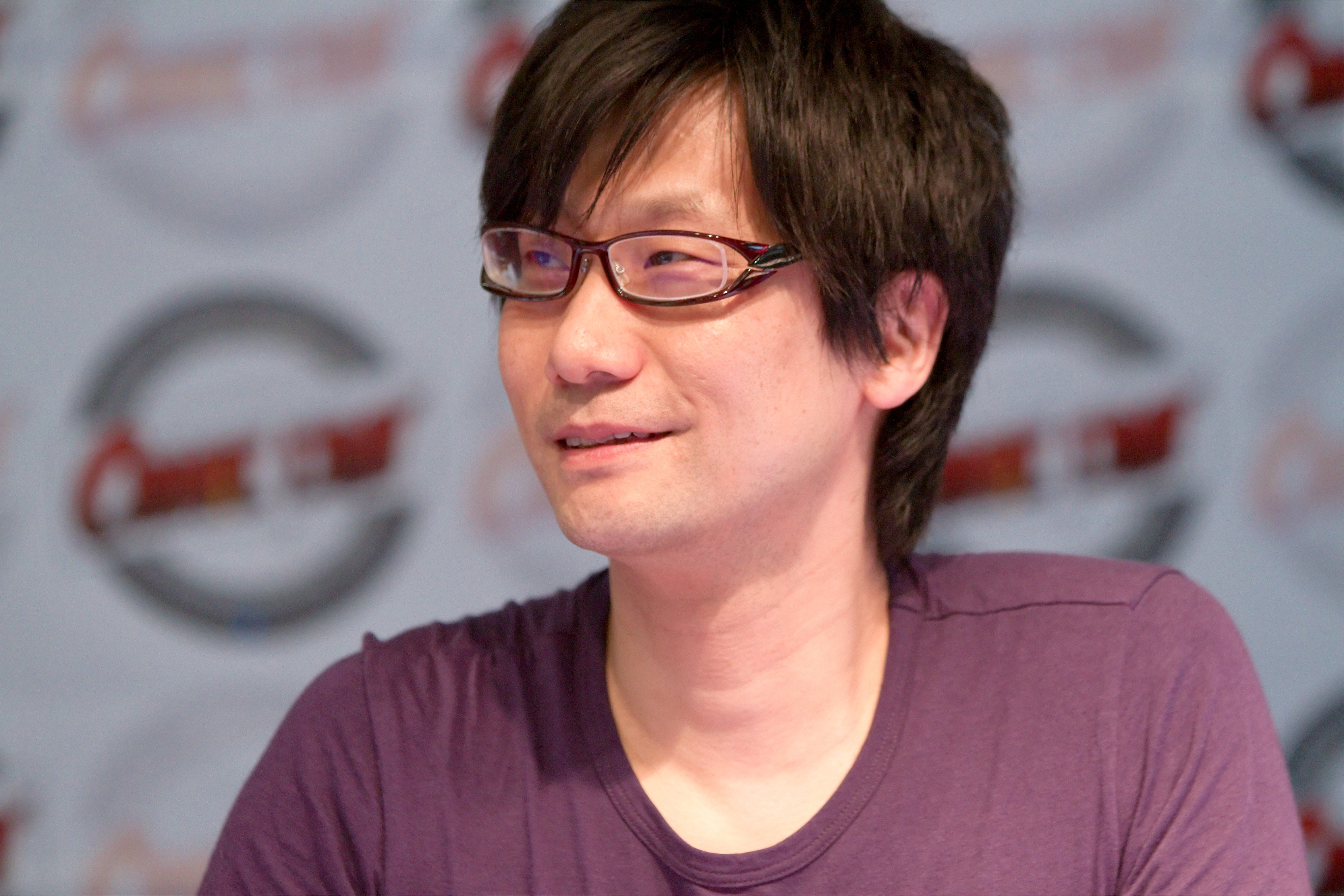
小島秀夫

Eurogamer Expo 2012にて、小島は「社長に呼ばれまして、サイレントヒルを作ってくれと言われ困っている」と発言している。
小島プロダクションは『P.T.』の開発に当り、彼らが開発したゲームエンジンである Fox Engineを使用した。小島秀夫が『P.T.』を制作した意図は、『Silent Hills』の動画のトレイラーやスクリーンショットを発表する代わりにインタラクティブなティーザー広告を提供するということだけではなく、新たな手法で人々を怖がらせることであった。このゲームはクリアまで最低でも一週間かかるように意図されており、小島は謎解きが難解なものとなるように設定を行った。しかし、何人かのゲーマーがリリースから数時間以内にゲームをクリアしたことが伝えられ、小島を驚かせた。小島はまた、ゲームプレイをより恐ろしい体験とするために、『P.T.』が謎めいたものになるように意図した。そのため発生する事件に関してゲーム内ではほとんど説明がなされず、謎解きの手がかりも少ない。彼はホラーゲームの舞台としてしばしば設定される「廃墟」とは正反対の一般的家屋の廊下を舞台に採用することで、ティーザーが「文化的背景」とは関係なく感覚的にプレイヤーの心を動かすことを意図した。彼は『P.T.』のコンセプトについて彼が恐ろしいと思ったホラー映画や他のメディアをベースにした。ゲームを作る際、小島はとても多くのホラー作品が視覚的暴力に依存していると感じ、『P.T.』ではそれを差し控えた。彼はもっと「本物の、思慮深い、染み渡るような」種類の恐怖を引き出そうとした。
2014年の9月に、ソニーは東京ゲームショウ前のプレスにて『P.T.』が100万回以上ダウンロードされたと発表した。

## 反応
『P.T.』はゲーム評論家から広く賞賛されている。『フォーブス』のErik Kainはこのゲームの不安を煽るような恐怖を楽しみ、このゲームは来る『Silent Hills』のマーケティングとして成功していると記している 。GamesRadarのDavid Houghtonはこのゲームの没入型のよくできたホラーと、その難解さによってオンライン上の言説を作り上げていく手法を「伝聞、ネット上の風説、わらにもすがるようなうわさの解法による解決を強い、現実世界へと拡散することで、このゲームはそれ自体が都市伝説となった」 と賞賛した。EurogamerのJeffrey  Matulefはその「サウンドエフェクト、ビジュアルデザイン、演出」の重視と「敵の配置の予測の難しさ」のために、このゲームが没入型で恐ろしいものとなっていると述べた。しかしながら、『P.T.』の謎解き要素は批判を受けた。Klepekは謎解きを「フラストレーションを感じながらの行為」だったと述べて批判した。Digital SpyのMatthew Reynoldsは最後の謎解きが明確な解決方法のない「フラストレーションの種」だったと述べた。対照的に、Matulaf は謎解きが巧妙さと難解さとのはざまにある一方で、これらの謎解きがプレイヤーを感情的に「居心地の悪い」状態にすることで怖さが増加していると述べた。
『P.T.』はまた2014年のいくつかのランキングにも挙げられた。GameSpotはこのゲームを2014年8月の「Game of the Month」に選定した。 IGNのMarty Slivaはその年のゲームのトレイラーのランキングの中で賞賛の言葉とともに『P.T.』を取り上げ、彼がその年プレイした中で「最も面白く、見事で、怖い」ゲームの一つであると述べた。IGNの他のレビュアーであるLucy O'Brienはこのゲームを「近年で最も真に恐ろしいインタラクティブな体験だった」と述べ、ゲーム・オブ・ザ・イヤーに選定した。Giant Bombは「恐怖体験のなかで限られた情報しかもたらされない時に何が起こるかということを『P.T.』は示してくれた」と述べ、年間のベストホラーゲームに選んだ。『P.T.』はBloody DisgustingのFEAR Awardsにて2014年の「最も怖いゲーム」の称号を手にした。 Polygonは『P.T.』をゲーム年間ランキングで10位に選び、Slant Magazineは8位に選んだ。KotakuのPatrick Klepekはそれまで発表されたホラーゲームのオールタイムランキングで『P.T.』を一位に選んだ。

## 主題と分析

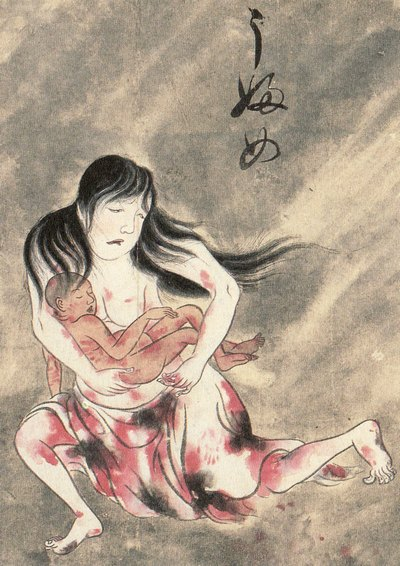
佐脇嵩之『百怪図巻』より「うぶめ」。他の「サイレントヒル」シリーズのゲームと異なり、プレイヤーキャラクターは襲い掛ってくる幽霊のリサに対して何の防御手段も与えられない 彼女のデザインは日本の民間伝承にみられる幽霊や産女といった存在との類似点が指摘されている

評論家たちは『P.T.』に様々な主題を認めている。EurogamerのJeffrey Matulefによると、このゲームの主な主題は謎解きの不明瞭でプレイヤーを混乱させるような性質に支えられた「循環する精神的苦痛」であると述べた。PolygonのDanielle Riendauは『P.T.』が「サイレントヒル」シリーズの二つの主要な主題、すなわち「家族のトラウマや家庭内暴力という趣旨と、『現実世界』と悪夢の世界の二重性」を用いていると述べた。 彼女はまた『P.T.』 と『イレイザーヘッド』が、ともに泣き叫ぶ奇形の赤ん坊を登場させ、主人公が現実から恐ろしい世界へと旅立っていくという点で、主題内容を共有していると主張した。
『P.T.』のループし続ける廊下は批評的議論の種となった。GameSpot のRob Crossley はこの廊下が「ゆるやかな閉所恐怖症」と「周囲の環境への親しみ」を引き起こすと述べた。また、彼は廊下の最初の直線部分は緊張を高める働きをし、曲がった後の直線部分の存在は意図的にプレイヤーが廊下のすべてを見通せないようにすることで、プレイヤーに自分が無防備であるような感覚を与える働きを持っていると述べた。GamesRadarのDavid Houghtonは「この廊下は建物の中を『恐怖』の壊れることのないフィードバックのループで満たす。――常にプレイヤーは消えることのない対照効果を生んでおり、同じ場所に戻ってきたときのすべての同期の瞬間は、それまでの終わりのないような反復で得た知識により組み立てられた、次に何が起こるか、そしてたぶん確実に、何がエスカレートするかということの重要な予言の瞬間であるのだ」と述べた。Houghtonはこのゲームが「心理学の領域」から働きかけることで恐怖を引き起こす方法を理解して作られていると感じた。 Polygon は「『P.T.』のもっともすばらしい点はループする廊下だ」と言ったゲームプレイヤーの言葉を引用した。彼はそれが恐怖だけでなく、「次に何が起こるか知りたいという好奇心や欲望」をも引き起こしたと述べた。Matulef はこのゲームで示された閉所恐怖症的で反復的な環境は、脆弱な環境におかれているという感覚にプレイヤーを引き込む催眠的効果があると述べた。

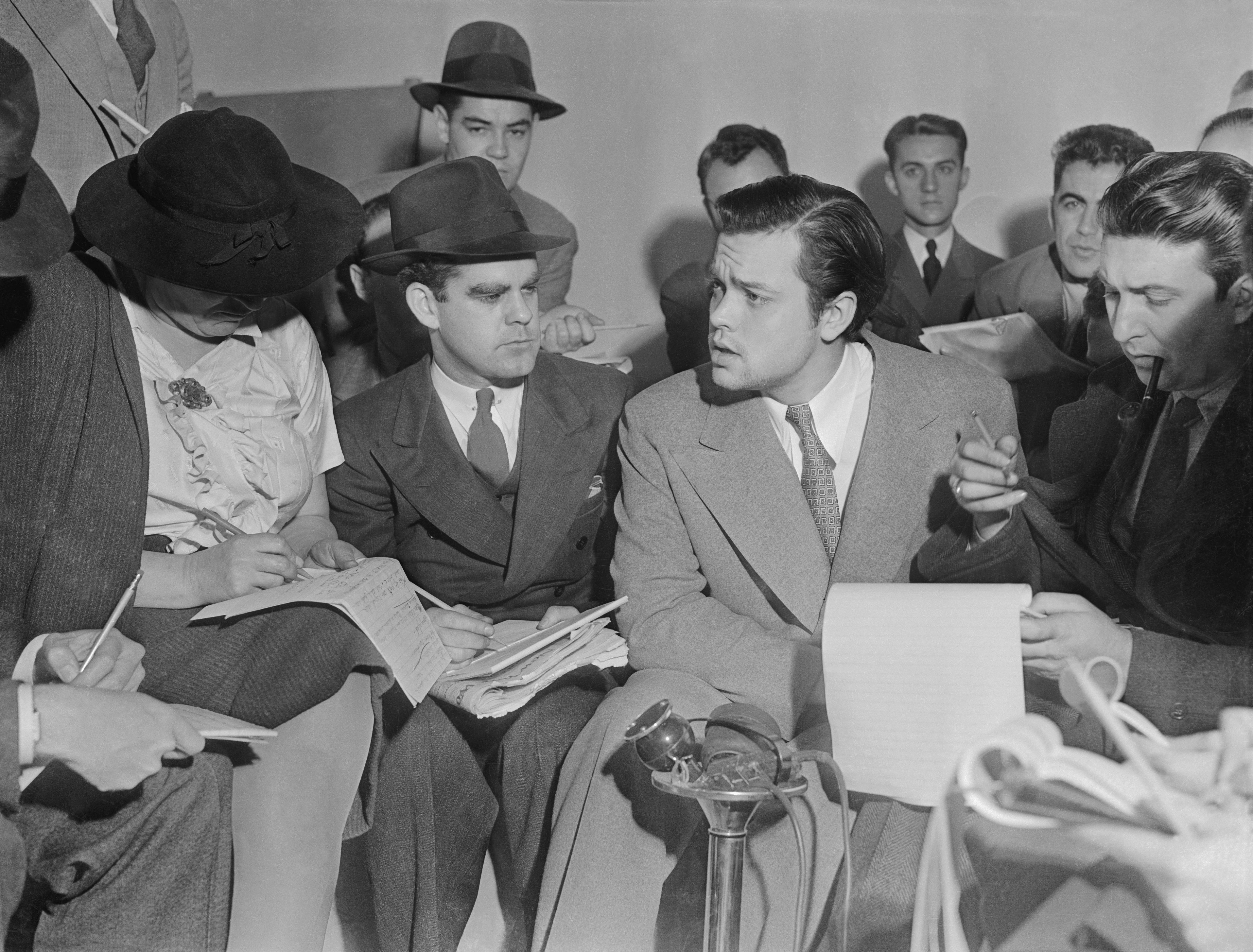
1938年、自身の「宇宙戦争」が引き起こした騒動に関して記者と話すオーソン・ウェルズ。『P.T.』におけるスウェーデン語のラジオ放送がこの「宇宙戦争」について触れているという意見がある。

ゲームの中で言明され描写されていることの大部分はプレイヤーに解釈が任されており、ファンはゲーム内で起こる事件の本質について様々な憶測を展開、議論した。YouTubeの実況プレイヤーであるVoidburgerとBobは自由に解釈できるという性質はこのゲームのもっともすばらしい側面の一つであるという意見を述べた。彼らはまた、ゲームにはいまだに発見されていない要素があるのかもしれないと述べた。彼らはゲーム中にある条件で現れる色付きの照明に関してはいまだに解明できていないと述べた。また彼らは父親が殺人を犯した主因が実はラジオであるとゲーム内でほのめかされていると感じた。ラジオの途中ではスウェーデン語で1938年のラジオドラマが現実のものとなったという文章が現れるが、これがオーソン・ウェルズの「宇宙戦争」を指していると解釈する者もいた。この宇宙人の侵略に関係する引用は、宇宙人に関係する隠しエンディングを入れ込むという「サイレントヒル」シリーズの慣例の継続だと考える者もいた。ほかに行われている主な議論として、プレイヤー・キャラクターの正体についてのものがある。胎児がプレイヤーに「覚えているか？　10か月前のことだ」と話したことは、彼こそリサと子供たちを殺害した父親であるということを示唆しているように見える一方、VoidburgerとBobはプレイヤー・キャラクターがゲームの最後に現れたノーマン・リーダスをモデルにした人物であると考えていた。

## 分類
ゲーム評論家たちは『P.T.』をティーザー、ビデオゲーム、デモのどれに分類すればいいのかわからず困惑した。議論が決着を見ないにもかかわらず、このゲームはトレイラー（予告編）の賞を勝ち取る一方で、「月刊ベストゲーム」や「年間ベストホラーゲーム」の賞も受賞した。『P.T.』を予告編のベストとして表彰する際、IGNのMarty Slivaは『P.T.』が単なる「インタラクティブな経験をさせる映画/パズルゲーム」を超えたものだと感じていると述べた。「デモ」がもっとも一般的な分類であったが、 GameSpotはこの分類を良しとしなかった。このゲームが一般的に『Silent Hills』のデモと呼ばれているにもかかわらず、最後にタイトルが表示され、ノーマン・リーダスが姿を現す場面以外、このゲームが『Silent Hills』の一部だと示すものはなにもなかった。小島秀夫自身も、このゲームが『Silent Hills』のデモではないと説明し、自身のツイートでは「ティーザー」と呼んでいる。
PolygonのChristopher Grantは『P.T.』をピクサーの長編作品の前に上映される短編作品になぞらえた。

## 影響
『Silent Hills』開発中止のアナウンスに続いて、『P.T.』が2015年の4月29日にPlayStation Networkから削除されるとの発表がなされた。当初はこのデモは再ダウンロードできるとされていたが、2015年の5月にはPlayStation Storeから再ダウンロードできなくなった。ゲームの開発中止はビデオゲーム評論家の間でコナミに対する論争を引き起こした。KotakuのPatrick Klepekは「コナミが 『Silent Hills』を制作しないのは結構」だが、『Silent Hills』と違い、「『P.T.』はすでに存在し」、「ゲーム文化の一部」となってしまっているので、これらの『P.T.』の削除は間違っていると述べた。PolygonのNick Robinson はコナミが「彼らができる最も責任能力のない、卑怯な決定」を行ったと感じたが、これらのゲームの抹消とそれに続く配信停止は『P.T.』を「この媒体の歴史上もっともクールで魅力的なゲームにした」とも感じた。配信中止後、『P.T.』 がインストールされたPlayStation 4 のコンソールがeBayに1000ドル以上の値段で売りに出された。しかしeBayはのちにオークションを取り下げさせた。この出来事は『Flappy Bird』を搭載したiPhoneがApp Storeからの配信停止の後大量に売りに出されたことと比較された。
『Silent Hills』の監督としての参加が予定されていたギレルモ・デル・トロは『P.T.』の人気に関して、「サイレントヒル」シリーズに熱意を持っている人々がまだ多く存在しているとの観測を示した。
『P.T.』は他のゲームの中でも引用やほのめかしが行われている。敵のリサは小島によって監督された『メタルギアソリッドV』(2015)にもカメオ出演している。加えて、発表が予定されている一人称視点のサバイバルホラーゲーム、『Allison Road』は『P.T.』に深い影響を受けており、「精神的続編」とみなされている。『Allison Road』は英国の幽霊の住むタウンハウスを舞台にし、五日間かけていなくなった家族に関する謎を追う男性の主人公を設定している。デモ版では、壁の落書きが直接『P.T.』に関してほのめかす場面が存在する。